# Hermacha caudata
Hermacha caudata là một loài nhện trong họ Nemesiidae.
Hermacha caudata được miêu tả năm 1889 bởi Simon.